# Bocana linusalis
Bocana linusalis là một loài bướm đêm trong họ Noctuidae.